# Иниша
Иниша́ (лак. Иниши) — село в Лакском районе Дагестана. Входит в состав Хунинского сельсовета.

## География
Село находится на склоне горы Сарибаку, на расстоянии 7,5 км к юго-востоку от села Кумух, административного центра района.

## Население
| 1895 | 1926 | 1939 | 1970 | 1989 | 2002 | 2010 |
| ---- | ---- | ---- | ---- | ---- | ---- | ---- |
| 163  | ↘114 | ↗158 | ↘125 | ↘115 | ↘103 | ↗131 |
| 2021 |      |      |      |      |      |      |
| ↗133 |      |      |      |      |      |      |